# Pieter Paul Merckx

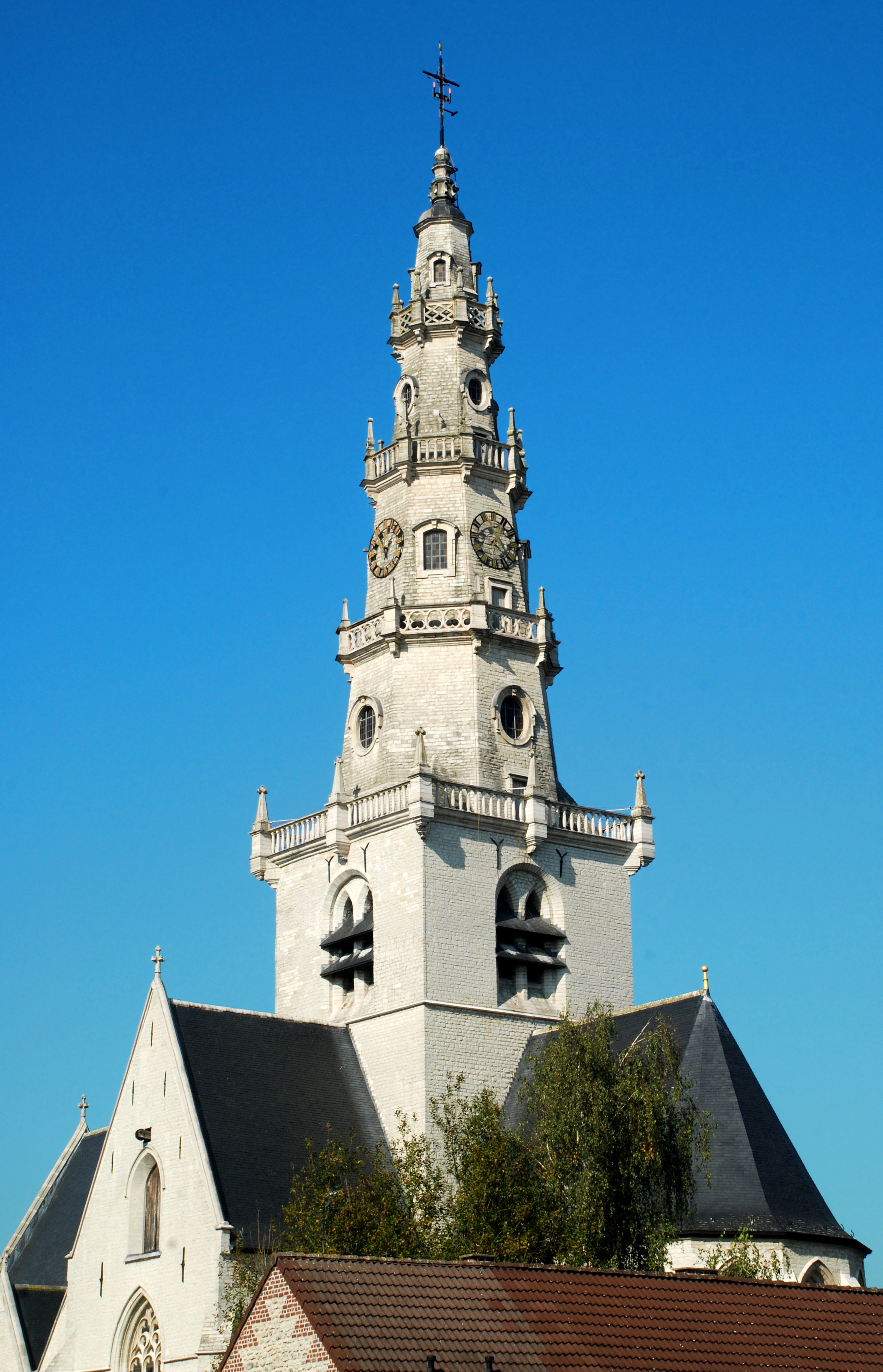
Spits van de Diegemse kerk

Pieter Paul Merckx of Mercx (? - Brussel, 15 maart 1685) was een ingenieur en architect in Brussel. Hij maakte plannen om overstromingen in de stad tegen te gaan en een kanaal naar Charleroi te bouwen. In 1670 ontwierp hij twee provisoire triomfbogen voor het jubileum van het Sacrament van Mirakel. In 1672 verbeterde hij de vestingswerken van de stad. Hij voorzag een monumentale trap naar de promenade op de weergang, die later is verplaatst naar de Kathedraal van Sint-Michiel en Sint-Goedele. In 1674 werd Merckx aangesteld tot stads- en hofarchitect.

## Realisaties
Van Merckx zijn enkele markante barokke realisaties bewaard:
- Koor van de Onze-Lieve-Vrouw-over-de-Dijlekerk in Mechelen (onder Jacob Franquart)
- Spits van de Sint-Catharina en Sint-Corneliuskerk in Diegem (1654)
- Toren van de Onze-Lieve-Vrouw-Bezoekingkerk (Rupelmonde) (1661)
- Voorgevel van de Onze-Lieve-Vrouw van Goede Bijstandkerk (werf overgenomen in 1681-1685)